# Liechtenstein na Zimowych Igrzyskach Olimpijskich 1936
Liechtenstein na Zimowych Igrzyskach Olimpijskich 1936 – występ kadry sportowców reprezentujących Liechtenstein na igrzyskach olimpijskich w Garmisch-Partenkirchen w 1936 roku.
W zawodach olimpijskich wzięło udział czterech sportowców z Liechtensteinu (sami mężczyźni), którzy wystąpili w dwóch konkurencjach w dwóch dyscyplinach sportowych. Żaden z zawodników nie zdobył medalu, jedynymi sklasyfikowanymi zawodnikami byli bobsleiści, którzy zajęli 18. miejsce w dwójkach.
Podczas ceremonii otwarcia igrzysk w Garmisch-Partenkirchen reprezentacja Liechtensteinu weszła na stadion olimpijski jako 15. w kolejności, pomiędzy ekipami z Łotwy i Luksemburgu. Rolę attaché reprezentacji pełnił uczestniczący w zawodach bobslejowych baron Eduard von Falz-Fein.
Był to debiut reprezentacji Liechtensteinu na zimowych igrzyskach olimpijskich, a także pierwszy start olimpijski, wliczając w to letnie występy. 

## Wyniki

### Bobsleje
| Konkurencja     | Zawodnicy                         | Ślizg 1 | Ślizg 1 | Ślizg 2 | Ślizg 2 | Ślizg 3 | Ślizg 3 | Ślizg 4 | Ślizg 4 | Czas łączny | Miejsce |
| Konkurencja     | Zawodnicy                         | Czas    | Miejsce | Czas    | Miejsce | Czas    | Miejsce | Czas    | Miejsce | Czas łączny | Miejsce |
| --------------- | --------------------------------- | ------- | ------- | ------- | ------- | ------- | ------- | ------- | ------- | ----------- | ------- |
| Dwójki mężczyzn | Eduard von Falz-Fein Eugen Büchel | 1:30,96 | 13.     | 1:26,91 | 15.     | 1:35,27 | 21.     | 1:28,80 | 18.     | 6:01,94     | 18.     |

### Narciarstwo alpejskie
| Konkurencja         | Zawodnik       | Zjazd   | Zjazd  | Zjazd   | Slalom     | Slalom     | Slalom     | Slalom     | Slalom      | Slalom | Slalom  | Łącznie | Łącznie | Łącznie |
| Konkurencja         | Zawodnik       | Czas    | Punkty | Miejsce | Przejazd 1 | Przejazd 1 | Przejazd 2 | Przejazd 2 | Czas łączny | Punkty | Miejsce | Punkty  | Strata  | Miejsce |
| Konkurencja         | Zawodnik       | Czas    | Punkty | Miejsce | Czas       | Miejsce    | Czas       | Miejsce    | Czas łączny | Punkty | Miejsce | Punkty  | Strata  | Miejsce |
| ------------------- | -------------- | ------- | ------ | ------- | ---------- | ---------- | ---------- | ---------- | ----------- | ------ | ------- | ------- | ------- | ------- |
| Kombinacja mężczyzn | Hubert Negele  | 8:09,4  | 58,72  | 51.     | 2:16,1     | 47.        | DSQ        | DSQ        | DSQ         | DSQ    | DSQ     | DSQ     | DSQ     | DSQ     |
| Kombinacja mężczyzn | Franz Schädler | 11:59,8 | 39,93  | 54.     | 2:32,5     | 51.        | DSQ        | DSQ        | DSQ         | DSQ    | DSQ     | DSQ     | DSQ     | DSQ     |